# Albert van den Berg (rugby à XV)
Pour les articles homonymes, voir Albert Van den Berg et Van den Berg.
Pas d'image ? Cliquez ici

a Compétitions nationales et continentales officielles uniquement.

b Matchs officiels uniquement.
Dernière mise à jour le 18 janvier 2018.
Phillippus Albertus van den Berg, plus connu comme Albert van den Berg, né le 26 janvier 1974 à Hoopstad, est un joueur de rugby à XV sud-africain qui a joué avec l'équipe d'Afrique du Sud et qui entraîne actuellement les avants des Canon Eagles au Japon. Il évolue au poste de deuxième ligne.

## Carrière

### En club
- 1999 : Cats
- 2000-2009 : Sharks
- 2009-2013 : Canon Eagles  ; il y devient entraîneur des avants à partir de 2013.

### En province
- 1997-1999 : Griquas
- 2000-2009 : Natal Sharks

Il dispute 15 matches (deux essais) dans le Super 14 2007.
Il dispute le Super 14 en 2006 : 13 matches, 3 essais.
En 2004 et 2005, il a disputé respectivement 1 et 8 matches de Super 12 avec les Sharks.

### En équipe nationale
Il joue son premier test match avec les Springboks le 12 juin 1999 contre l'équipe d'Italie et son dernier le 24 novembre 2007 face aux Gallois.
Retenu dans l'équipe sud-africaine pour la Coupe du monde 2007, Van den Berg ne sera utilisé qu'à deux reprises par Jake White pendant le tournoi. Il avait disputé cinq matches lors de l'édition 1999 et inscrit deux essais. 
Excellent sauteur en touche, Albert van den Berg a été écarté de la sélection nationale entre 2001 et 2004. Sa place de finaliste dans le Super 14 de 2007, son association avec Johann Muller (son coéquipier des Sharks aussi retenu pour la Coupe du monde) ainsi que son expérience (33 ans, 50 sélections) ont convaincu Jake White de le retenir pour la Coupe du monde 2007.

## Palmarès

### En club
- Currie Cup 2008 avec les Sharks
- Finaliste Super 14 en 2007
- 102 matches de Super Rugby avec les Cats (7,en 1999) et les Sharks (95, de 2000 à 2009).

### Avec les Springboks
- Champion du monde 2007
- Tri Nations 2004
- 3e place Coupe du monde 1999
- 51 sélections
- 4 essais
- 20 points
- Sélections par saison : 9 en 1999, 10 en 2000, 5 en 2001, 1 en 2004, 9 en 2005, 9 en 2006 et 8 en 2007.